# CHASE (彩虹樂團單曲)
「CHASE」是L'Arc〜en〜Ciel的第39張單曲。2011年12月21日發行。

## 簡介
L'Arc〜en〜Ciel的2011年第3彈單曲， 12th原創專輯『BUTTERFLY』的先發單曲。初回限定盤和通常盤2種版本，初回限定盤有加收1張含有「CHASE」MV的DVD，台灣有發行初回限定盤的台壓版。
繼「New World」（作曲：yukihiro & hyde）之後第2首2人合作的單曲A面曲，hyde和ken初次合作。

## 收錄曲
CD
1. CHASE (4:30)
日本電影『WILD 7』主題曲。
2011年演唱會「20th L'Anniversary TOUR」的11月3日場次率先曝光。
2. My Dear -L'Acoustic version- (5:19)
10th原創專輯『AWAKE』收錄曲「My Dear」的Acoustic version。
3. CHASE (hydeless version) (4:30)
4. My Dear -L'Acoustic version- (hydeless version) (5:15)

DVD（初回限定盤）
1. CHASE (MV)

## 收錄專輯
原創專輯
- 『BUTTERFLY』

精選輯
- 『WORLD'S BEST SELECTION』 (英文版)